# Santiago Llorente Fernández
Santiago Llorente Fernández (Segovia, 9 de julio de 1958 -  Ibíd., 27 de marzo de 2020) fue un atleta y masajista de deportistas español.

## Carrera
A finales de los años setenta, cuando Llorente tenía 16 años de edad, fue subcampeón mundial de cross escolar, en Luxemburgo, en 1975, lo que dio un despunte a su carrera deportiva. En 1977, se convirtió en subcampeón mundial de campo a través, en la categoría junior. Ese mismo año fue campeón nacional en los 3.000 metros en pista cubierta de la categoría junior.
Con la federación guipuzcoana, en 1984, fue campeón vasco de cross y batió el récord vasco de 5.000 metros con un tiempo de 13,52.27 minutos, que mantuvo vigente después de un cuarto de siglo. Completó una gran marca de 29,17.4 en 10.000 metros ese año. Tiempo después venció en el Cross de Venta de Baños, en 1985. En 1986, representando a la federación de Madrid, ganó el campeonato de España absoluto de 10.000 metros.
En 1987 marcó dos récords personales representando a la federación de Segovia, registrando 13,42.3 minutos en 5.000 metros y 28,38.80 en 10.000 metros. Sin embargo, una lesión de ciática detuvo su progresión, por lo que tuvo que retirarse de su carrera como deportista.
Se mantuvo dentro del mundo del deporte como masajista de varios deportistas como lo fueron, el medallista olímpico Francis Obikwelu y los ciclistas Óscar Pereiro y Carlos Sastre.

## Vida personal
El atleta Santiago Llorente Mangas, es su hijo, nacido en 1995 en Segovia.

## Muerte
Falleció el 27 de marzo de 2020 a causa del COVID-19 causado por el virus del SARS-CoV-2 durante la pandemia de enfermedad por coronavirus, en Segovia, España a los 61 años. Su muerte se dio a conocer en las redes sociales por el presidente de la Federación Española de Atletismo, Raúl Chapado.